# Лопес, Хуан Мануэль (младший)
Хуан Мануэль Лопес де Хесус (исп. Juan Manuel López de Jesús также известный как Хуан Мануэль Лопес-младший исп. Juan Manuel López Jr.; 27 декабря 2005) — пуэрто-риканский боксёр-профессионал.
Чемпион Пуэрто-Рико (2023) среди любителей.

## Биография
Родители: Хуан Мануэль Лопес и Барбара де Хесус. На данный момент, пара находится в разводе. Есть сестра, Белиса.
Хуан и Белиса начали заниматься боксом при поддержке матери. Отец был против. Он отдавал детей в бейсбол, каратэ, футбол и баскетбол. Он не хотел, чтобы они пошли по его стопам, так как считает бокс очень трудным видом спорта.

## Любительская карьера
Тренируется у Алекса Карабальо.
В ноябре 2022 года стал бронзовым призёром чемпионата мира среди юношей в 1-м наилегчайшем весе (до 48 кг).
В августе 2023 года стал бронзовым призёром Панамериканского чемпионата среди юношей в наилегчайшем весе (до 51 кг).

### Чемпионат Пуэрто-Рико 2023
Выступал в наилегчайшей весовой категории (до 51 кг). В финале победил Ядиэля Диаса.

### Олимпийские игры 2024
Выступал в наилегчайшей весовой категории (до 51 кг). В 1/8 финала проиграл узбекистанцу Хасанбою Дусматову.

## Профессиональная карьера
В сентябре 2024 года подписал контракт с промоутерской компанией Top Rank.
Дебютировал на профессиональном ринге 14 февраля 2025 года, победив нокаутом в 1-м раунде.

## Статистика боёв
В таблице перечислены результаты всех поединков боксёров.
В каждой строке указан результат поединка. Дополнительно номер поединка обозначен цветом, который обозначает итог поединка. Расшифровка обозначений и цветов представлена в нижеследующей таблице.
| Пример | Расшифровка                     |
| ------ | ------------------------------- |
|        | Победа                          |
|        | Ничья                           |
|        | Поражение                       |
|        | Планируемый поединок            |
|        | Поединок признан несостоявшимся |
| КО     | Нокаут                          |
| ТКО    | Технический нокаут              |
| PTS    | Решение судей (по очкам)        |
| UD     | Единогласное решение судей      |
| MD     | Решение большинства судей       |
| SD     | Раздельное решение судей        |
| RTD    | Отказ от продолжения боя        |
| DQ     | Дисквалификация                 |
| NC     | Поединок признан несостоявшимся |

| Бой | Дата            | Соперник                       | Место проведения                                   | Результат | Примечание                                                   |
| --- | --------------- | ------------------------------ | -------------------------------------------------- | --------- | ------------------------------------------------------------ |
| 3   | 26 июля 2025    | Хорхе Л. Гонсалес-Санчес (5-2) | Мэдисон-сквер-гарден, Нью-Йорк, штат Нью-Йорк, США | TKO2 (4)  |                                                              |
| 2   | 5 апреля 2025   | Малик Кинонес-Торрес (2-0)     | Coliseo Marron Aponte, Айбонито, Пуэрто-Рико       | SD4 (4)   | Лопес в нокдауне в 1-м раунде. Счёт: 37-38 и 38-37 (дважды). |
| 1   | 14 февраля 2025 | Брайан Сантьяго (1-1-1)        | Мэдисон-сквер-гарден, Нью-Йорк, штат Нью-Йорк, США | KO1 (4)   |                                                              |
| Бой | Дата            | Соперник                       | Место проведения                                   | Результат | Примечание                                                   |

## Титулы и достижения

### Любительские
- 2022  Бронзовый призёр чемпионата мира среди юношей в 1-м наилегчайшем весе (до 48 кг).
- 2023  Бронзовый призёр Панамериканского чемпионата среди юношей в наилегчайшем весе (до 51 кг).
- 2023  Чемпион Пуэрто-Рико в наилегчайшем весе (до 51 кг).

## Семья
Отец — Хуан Мануэль Лопес, боксёр. Бронзовый призёр Центральноамериканских и Карибских игр 2002 и участник Олимпийских игр 2004. Среди профессионалов — чемпион мира в двух весовых категориях.